# 舊世界鸚鵡科
（学名：Psittaculidae），是鹦鹉目的一个科，分布于亚洲、非洲和澳大拉西亚，包含53属192种。本科以前包含在金刚鹦鹉科中（拆分之前称为鹦鹉科），现在被分类为单独的科。
鹦鹉科的鸟类主要栖息在热带和亚热带的森林中，主要以水果和种子为食，实行单配偶制，由双亲共同抚养雏鸟。